# Тайвански славей
Тайванският славей (Garrulax taewanus) е вид птица от семейство Leiothrichidae. Видът е почти застрашен от изчезване.

## Разпространение и местообитание
Разпространен е в Китай.